# Castejón (Navarra)
Castejón  ist eine Gemeinde (Municipio) in Navarra, Spanien, mit 4.473 Einwohnern (Stand: 2024), die mehrheitlich spanischsprachig sind.

## Geografische Lage
Castejón liegt im Süden der Region Navarra im Ebro-Tal auf einer Höhe von ca. 280 m. Die Ortschaft liegt etwa 75 Kilometer südlich von Pamplona und etwa 100 Kilometer nordwestlich von Saragossa.

## Geschichte
- 12. Jahrhundert: Errichtung der alten Burg (Gründung der Siedlung um 1229)
- 19. Jahrhundert: Bau der Eisenbahnstrecke und der Brücke über den Ebro
- 1927: Eigenständigkeit der Gemeinde Castéjon von der Nachbargemeinde Corella.

## Wirtschaft
In Castéjon befindet sich die größte Photovoltaikanlage Spaniens.

## Sehenswürdigkeiten
- Franziskuskirche (Iglesia de San Francisco Javier)
- Museum

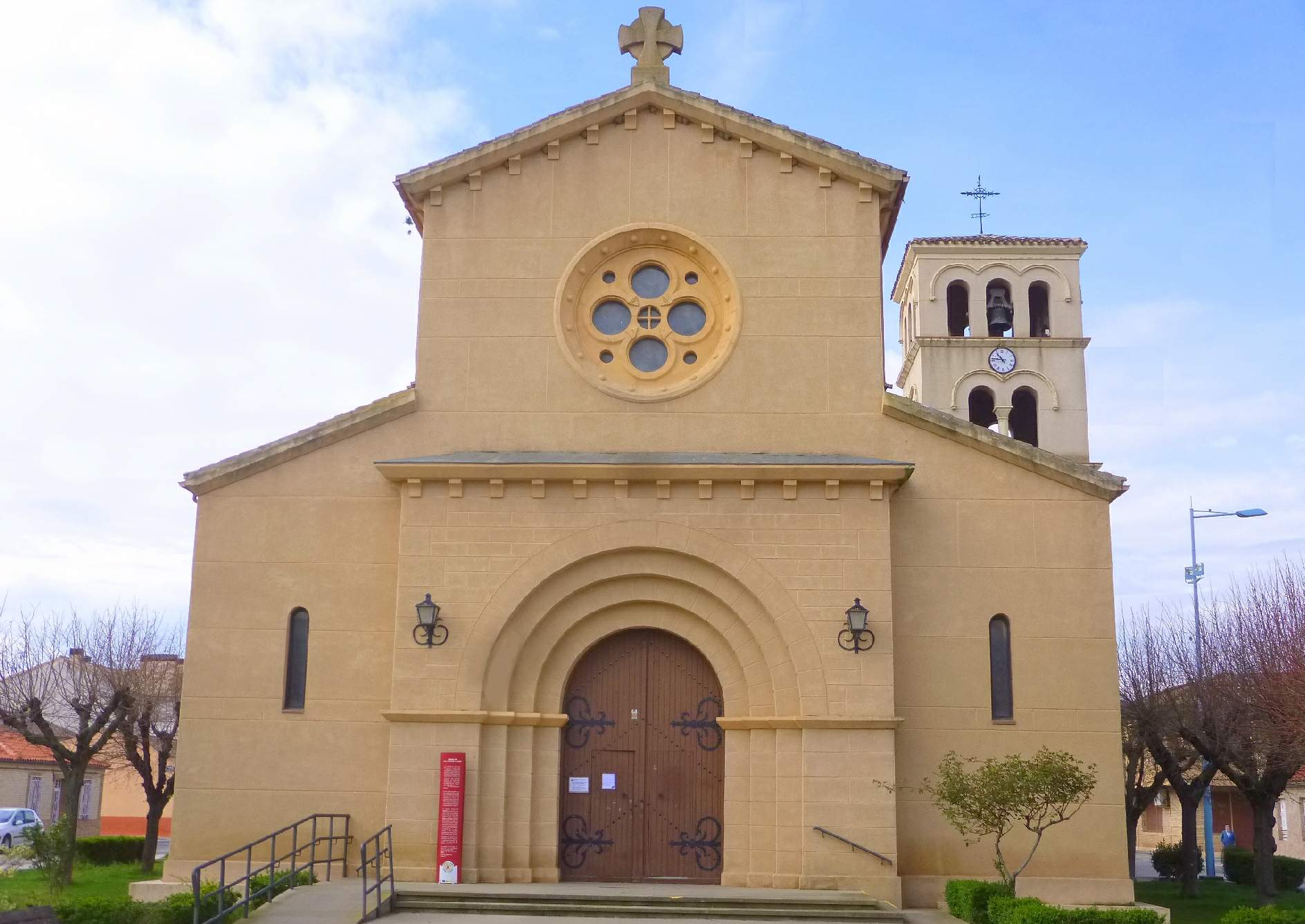
Franziskuskirche
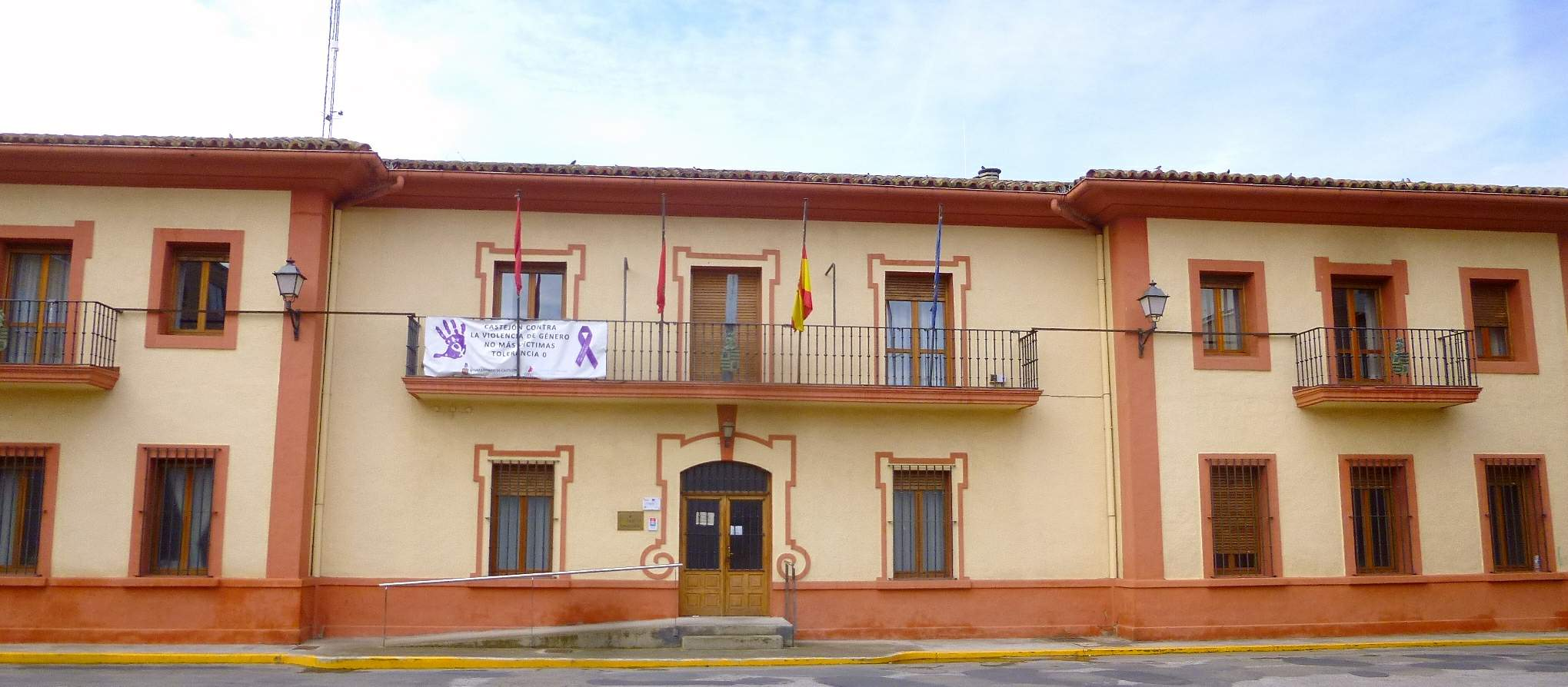
Rathaus
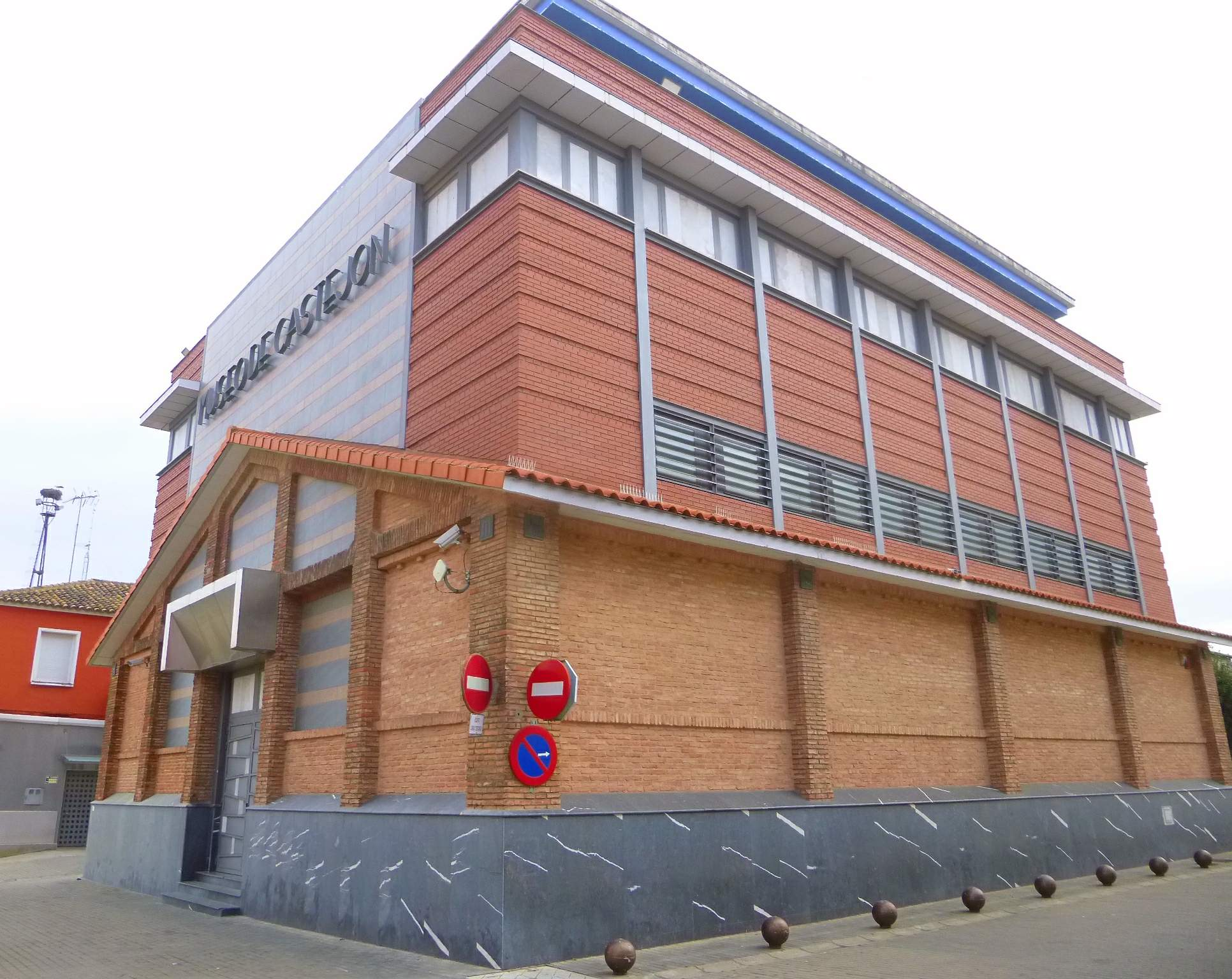
Museum

## Söhne und Töchter der Stadt
- Enrique Herrero Ducloux (1877–1962), spanisch-argentinischer Schriftsteller
- Julio Elícegui (1910–2001), Fußballspieler
- Carlos Pérez Zabal (* 1934), Radrennfahrer
- Agustín Ubieto Arteta (* 1938), Mittelalterhistoriker
- Javier Tejada Palacios (* 1948), Physiker
- José Antonio Peláez Ochoa (* 1955), Maler
- Jokin Muñoz (* 1963), baskischer Schriftsteller
- Javier Velaza Frías (* 1963), Philolope, Experte für paläohispanische Sprachen und Schriften